# اچ‌ام‌اس چانتیکلیر (۱۸۰۸)
اچ‌ام‌اس چانتیکلیر (۱۸۰۸) (به انگلیسی: HMS Chanticleer (1808)) یک کشتی بود که طول آن ۹۰ فوت ۳ اینچ (۲۷٫۵۱ متر) بود. این کشتی در سال ۱۸۰۸ ساخته شد.